# Porto-Novo IV
Porto-Novo IV è un arrondissement del Benin situato nella città di Porto-Novo (dipartimento di Ouémé) con 65.599 abitanti (dato 2006).